# 嘟嘟貓觀察日記
《嘟嘟貓觀察日記》（ポヨポヨ観察日記）是日本漫畫家的四格漫畫作品。

## 作品簡介
作品以架空的田園都市千葉縣的竹馬市為舞臺。一天晚上，佐藤 萌于紅燈區喝醉酒，在街上無意地把一隻流浪貓當作枕頭睡在上面，並在第二天把此流浪貓帶回家中。從此以後，那隻被稱為嘟嘟的貓被佐藤一家飼養，并與身邊的人展開了溫馨的日常生活。

## 登場人物
※聲優的順序：官方網頁FLASH影片（页面存档备份，存于）／電視動畫。如沒特別記載則是電視動畫。
佐藤 嘟嘟（聲：大谷育江）（雄）
球形貓，毛色為黃色，頭上有一個類似王字型的粽色斑紋，四肢和尾巴短小，喜歡發出「唏呀（ヒァ）」的聲音。被萌帶回家中飼養，時常和英有爭拗，并抓傷英。
佐藤 萌（聲：葉月奈乃 / 三森鈴子）（22歲）
佐藤家的長女。嘟嘟的飼主。是她在紅燈區喝醉酒把流浪貓（嘟嘟）當枕頭度過一晚而帶回來的人。
佐藤 英（聲：堀龍也 / 市瀨秀和）（17歲）
小萌的弟弟。有著很冷酷的個性，時常和嘟嘟爭吵。
佐藤 茂（聲：神谷明）（47歲）
佐藤家的父親。
山下 真紀（聲：千葉芙美香）（17歲）
小英的同班同學。
鈴木 浩太（聲：室元氣）（17歲）
小英的同班同學。
杉田 花（聲：神谷明）
佐藤家的鄰居，一人獨居的老奶奶。年輕時是個頭髮如柔絲的美少女。
黑兵衞（聲：三宅麻理恵）
小花奶奶所養的貓。
獸醫／甘木 雄一郎
嘟嘟們曾光顧的獸醫。診所名是「套房動物醫院」。
田中 由香（聲：三宅麻理恵）
搬遷到佐藤家附近的年輕太太。與丈夫一起搬遷到有園藝憧憬的鄉下來。
由香的丈夫
研究員。為了在筑波學園都市工作，夫婦一起搬遷過來。
艾莉（雌）
萌所報讀的書道教室的老師家中所養的小貓。
阿虎（雌）
嘟嘟的母親。與嘟嘟毛色一樣，體型正常。
三毛子（雌）
阿虎的女兒，嘟嘟的妹妹或者姐姐，如名字所見，是一隻三色貓，體型正常。
小嘟嘟（全是雄）
三毛子的孩子們。與嘟嘟一樣是球型貓。分別是小丸（鯖魚貓）與小滾（三毛貓）兩兄弟。
渡邊
阿虎、三毛子、小嘟嘟們的青年飼主。

## 出版書籍
| 卷數 | 竹書房         | 竹書房                                                  |
| 卷數 | 發售日期       | ISBN                                                    |
| ---- | -------------- | ------------------------------------------------------- |
| 1    | 2005年6月27日  | ISBN 978-4-8124-6196-9                                  |
| 2    | 2006年3月27日  | ISBN 978-4-8124-6447-2                                  |
| 3    | 2007年7月27日  | ISBN 978-4-8124-6719-0                                  |
| 4    | 2008年2月22日  | ISBN 978-4-8124-6794-7                                  |
| 5    | 2008年9月27日  | ISBN 978-4-8124-6882-1                                  |
| 6    | 2009年2月23日  | ISBN 978-4-8124-7046-6                                  |
| 7    | 2009年7月27日  | ISBN 978-4-8124-7131-9 ISBN 978-4-8124-6900-2（特裝版） |
| 8    | 2010年7月27日  | ISBN 978-4-8124-7420-4 ISBN 978-4-8124-7300-9（特裝版） |
| 9    | 2011年2月22日  | ISBN 978-4-8124-7512-6 ISBN 978-4-8124-7500-3（特裝版） |
| 10   | 2012年2月22日  | ISBN 978-4-8124-7741-0 ISBN 978-4-8124-7645-1（特裝版） |
| 11   | 2012年10月27日 | ISBN 978-4-8124-8023-6                                  |
| 12   | 2013年2月22日  | ISBN 978-4-8124-8104-2 ISBN 978-4-8124-8054-0（特裝版） |
| 13   | 2013年12月17日 | ISBN 978-4-8124-8474-6 ISBN 978-4-8124-8330-5（特裝版） |
| 14   | 2015年2月21日  | ISBN 978-4-8019-5093-1                                  |
| 15   | 2016年4月27日  | ISBN 978-4-80-195509-7 ISBN 978-4-80-195415-1（特裝版） |

- 《嘟嘟貓觀察日記精選集》（よりぬきポヨポヨ観察日記）〈Bamboo Comics MOMO Selection〉

比一般四格單行本（A5判）還小的版型（176×116mm），全系列皆加上振假名。
| 副標題 | 竹書房         | 竹書房                 |
| 副標題 | 發售日期       | ISBN                   |
| ------ | -------------- | ---------------------- |
|        | 2012年1月17日  | ISBN 978-4-8124-7730-4 |
|        | 2012年3月17日  | ISBN 978-4-8124-7751-9 |
|        | 2012年5月17日  | ISBN 978-4-8124-7791-5 |
|        | 2012年7月17日  | ISBN 978-4-8124-7933-9 |
|        | 2012年9月15日  | ISBN 978-4-8124-7984-1 |
|        | 2012年11月17日 | ISBN 978-4-8124-8036-6 |

## 電視動畫
2012年1月8日開始在東京電視台播放。

### 工作人員
- 原作 - 樹るう「ポヨポヨ観察日記」竹書房刊（まんがライフMOMO、まんがライフ連載中）
- 監督 - 大地丙太郎
- 作畫 - 大島利惠
- 演出 - 遊佐和重
- 美術 - 湖山真奈美
- 音樂 - 安部純、武藤星兒
- 動畫制作 - ダックスプロダクション、スタジオディーン、メビウス・トーン
- 制作プロダクション - ドリームクリエイション
- 製作著作 - ちくば市役所

### 各話列表
| 話数   | 日文標題                                                    | 中文標題                       |
| ------ | ----------------------------------------------------------- | ------------------------------ |
| 第1話  | その猫マルにつき…                                           | 那只猫 无限接近球形            |
| 第2話  | マルといつまでもっ                                          | 永远和圆滚滚在一起             |
| 第3話  | マルとクロ                                                  | 圆球和小黑                     |
| 第4話  | 向こう3軒マルとなり                                         | 左邻右里围成一个圆             |
| 第5話  | マルはウチ                                                  | 圆滚滚进家来～                 |
| 第6話  | マルに入ってはマルになれ                                    | 圆滚滚进家来 圆滚滚抱成团      |
| 第7話  | 雪の降るマルは♪                                             | 雪中的圆滚滚                   |
| 第8話  | マルよ来い                                                  | 圆滚滚啊都来吧                 |
| 第9話  | 待ってたマル                                                | 苦苦守候的圆滚滚               |
| 第10話 | マルがたった                                                | 圆滚滚站起来啦                 |
| 第11話 | マルはほっかほか                                            | 圆滚滚温暖人心                 |
| 第12話 | マルの季節                                                  | 圆滚滚的季节                   |
| 第13話 | 恵みのマル                                                  | 恩惠的圆滚滚                   |
| 第14話 | きらわれのマル                                              | 被嫌弃的圆滚滚                 |
| 第15話 | マルぱしゃり                                                | 圆滚滚拍一张                   |
| 第16話 | マルはたたかう                                              | 圆滚滚会战斗                   |
| 第17話 | マル日和                                                    | 圆滚滚日和                     |
| 第18話 | モテマル                                                    | 圆滚滚很吃香                   |
| 第19話 | マルハゲ                                                    | 全秃                           |
| 第20話 | なぞなマル                                                  | 谜样圆滚滚                     |
| 第21話 | マルくせ                                                    | 圆滚滚病                       |
| 第22話 | マル奉行                                                    | 圆滚滚奉行                     |
| 第23話 | しとしとマルマル                                            | 淅沥沥 圆滚滚                  |
| 第24話 | ツユガマル                                                  | 梅雨蛤蟆和滚滚                 |
| 第25話 | マルしゃりましょう                                          | 一起圆溜溜吧                   |
| 第26話 | マルコロ                                                    | 圆滚可乐～                     |
| 第27話 | ささのはマールマル                                          | 竹叶圆滚滚                     |
| 第28話 | 夏色のマル                                                  | 夏色的圆滚滚                   |
| 第29話 | マルごとナツ                                                | 圆滚滚一夏                     |
| 第30話 | アロハマル                                                  | Aloha～圆滚滚～                |
| 第31話 | 夏の一番マルい日                                            | 夏季最圆滚滚的一天             |
| 第32話 | マルサマーミステリー                                        | 圆滚滚的夏日之迷               |
| 第33話 | お盆はマルく                                                | 圆滚滚的盂蘭盆節               |
| 第34話 | ゴロピカマルッシャーン                                      | 晴空霹靂 沙圆滚滚              |
| 第35話 | マルのとなりにマルがいた                                    | 圆滚滚旁有圆滚滚               |
| 第36話 | マルがマルしてマルとやら                                    | 將圆滚滚嘟起來就圆滚滚了       |
| 第37話 | けっこう毛だらけマル丸だらけ                                | 毛毛遍地 圆滚滚遍地            |
| 第38話 | 地球がとってもマルいから                                    | 因為地球這般圆滚滚             |
| 第39話 | たらいのように丸々としています                              | 像盆一樣圓滾滾                 |
| 第40話 | 晩秋はこんなに丸々としています                              | 深秋就這麼圓嘟嘟               |
| 第41話 | 闘志の丸々としている1発を満たします!                        | 充滿鬥志的圓嘟嘟一發!          |
| 第42話 | 小さいボールを探し当てました                                | 找到了小球球                   |
| 第43話 | 読むようにしましょう!見るようにしましょう!丸々としています! | 讀吧!看吧!圓嘟嘟!              |
| 第44話 | コーンクラッシャ                                            | 圓圓 磨磨                      |
| 第45話 | 栗より更においしいです                                      | 比栗子還好吃的                 |
| 第46話 | 戦国時代の前編                                              | 戰國時代之前篇                 |
| 第47話 | 戦国時代の後編                                              | 戰國時代之後篇                 |
| 第48話 | 愛とマルと                                                  | 愛與圓嘟嘟                     |
| 第49話 | くしゃみの3回 薬の3つ                                       | 噴嚏三次 藥三片                |
| 第50話 | 出現マルとの人生も変わりますマルと                          | 出現圓嘟嘟的人生也會變得圓嘟嘟 |
| 第51話 | 1年終わります!                                              | 一年結束啦!                    |
| 第52話 | 会で私達を望みます                                          | 希望我們能在會～               |

### 播放電視台
| 播放地區   | 播放電視台     | 播放日期                     | 播放時間             | 所屬聯播網 | 備註               |
| ---------- | -------------- | ---------------------------- | -------------------- | ---------- | ------------------ |
| 關東廣域圈 | 東京電視台     | 2012年1月8日 - 12月30日      | 星期日 7:24 - 7:30   | 東京電視網 |                    |
| 日本全國   | TV DOGATCH     | 2012年1月8日 - 12月30日      | 星期日 07:30 更新    | 網絡電視   | 播放結束後直接配信 |
| 日本全國   | NICONICO動畫   | 2012年1月8日 - 12月30日      | 星期日 13:00 更新    | 網絡電視   |                    |
| 日本全國   | GyaO!          | 2012年1月12日 -              | 星期四 00:00 更新    | 網絡電視   |                    |
| 日本全國   | BANDAI CHANNEL | 2012年1月13日 - 2013年1月4日 | 星期五 12:00 更新    | 網絡電視   |                    |
| 日本全國   | KIDS STATION   | 2012年1月14日 -              | 星期六 20:55 - 21:00 | CS放送     | 有重播             |
| 大阪府     | 大阪電視台     | 2012年6月2日 -               | 星期六 6:50 - 6:55   | 東京電視網 | 大約延遲5個月      |

## 遊戲
衍生的养成游戏由IE Institute于2012年4月5日于任天堂3DS平台发行。

## 外部連結
- 電視動畫公式網頁
- あにてれ：ポヨポヨ観察日記（页面存档备份，存于）
- ポヨポヨ観察日記 - 3DS遊戲公式網頁